# 프테론
프테론(Pteron, 그리스어: πτερον, '날개'를 의미)은 고전 건축에서 건물, 특히 고대 그리스 신전을 둘러싼 외부 기둥이다. 프테로마(pteroma)또는 페리스타시스(peristasis)는 사원의 기둥과 벽 사이의 통로이고 페리스타일(peristyle)은 안뜰이나 정원의 통로를 칭한다.